# Zelfportret met de zwarte ooglap
Zelfportret met de zwarte ooglap is een schilderij van de Belgische kunstschilder Rik Wouters (Mechelen 1882 - Amsterdam 1916). Hij schilderde dit zelfportret vermoedelijk in 1915 toen hij, samen met zijn vrouw Nel Duerinckx in Amsterdam woonde. Hij leed toen aan kaakbeenkanker en zou een jaar later sterven. Het olieverf op doek behoort tot de collectie van het Koninklijk Museum voor Schone Kunsten Antwerpen. Het draagt er inventarisnummer 3297.

## Context
Rik Wouters werd in 1882 te Mechelen geboren als zoon van een meubelmaker. Hij ging bij zijn vader in de leer en volgde les aan de Mechelse Academie. Toen hij achttien jaar oud was, trok hij naar de Brusselse academie. Hij leerde er Hélène (Nel) Duerinckx kennen, met wie hij in 1905 trouwde. In 1914 werd de kunstenaar opgeroepen voor zijn legerdienst. Toen Antwerpen door de Duitsers werd ingenomen, trok een deel van het Belgische leger de Nederlandse grens over. Hij werd geïnterneerd in Amersfoort, deserteerde en kwam uiteindelijk terecht in het Nederlandse Zeist, waar hij wegens een operatie werd vrijgelaten. Nel volgde hem en samen vestigden ze zich in Amsterdam (1915). Vrienden uit België en Nederland ondersteunden de kunstenaar in deze moeilijke periode financieel en zorgden dat hij weer kon schilderen. Een tabakshandelaar uit Amsterdam kocht werk van hem.
Het jaar daarvoor, in 1914, werd, dankzij supporters van zijn kunst die al vroeg in zijn kwaliteiten geloofden, in Brussel een tentoonstelling van zijn werk met zowel beeldhouwwerken, schilderijen, tekeningen en pastels georganiseerd. Deze mocht zowel door critici als publiek op veel bijval rekenen. De verkoop verliep vlot, maar het geld kwam grotendeels in de zakken van de galerijhouder terecht.
In het atelier dat hij in Amsterdam had, maakte hij een reeks kleurige aquarellen van het leven op het water en met Nel in de huiskamer. Reeds voor de oorlog (sinds 1912) had de kunstenaar hevige hoofdpijnen en steken in het aangezicht, waarvoor hij zich in Amsterdam liet behandelen. Hij schreef daarover: “Uiteindelijk leef ik slechts door beelden. Alleen beelden vallen me duidelijk te binnen.” De vele behandelingen en drie kort na elkaar uitgevoerde operaties sloegen echter niet aan en de uitgeputte kunstenaar stierf op dertigjarige leeftijd (11 juli 1916) aan de gevolgen van kaakholtekanker. Tot aan zijn dood bleef hij tekenen en schilderen. Zelfportret met de zwarte ooglap, een zelfportret van zijn gehavende gezicht, is een uiting van de angsten waar hij mee kampte. Hij hield ook twee succesvolle tentoonstellingen vlak voor zijn dood; één in het Rijksprentenkabinet en een in het Stedelijk Museum Amsterdam.

## Beschrijving
In het zeer persoonlijke Zelfportret met de zwarte ooglap schilderde de kunstenaar zichzelf, veertien dagen na zijn tweede oogoperatie. Hij was blind aan een oog en was daardoor zijn dieptegezicht verloren. Het was echter vooral zijn kaak, die voor een deel was weggenomen, die hem helse pijnen bezorgde.
Het werk toont zijn hoofd, dat is geschoren zoals dat van een ter dood veroordeelde. Hij is gezeten in een groenblauwe pyjama voor een geruit deken en een rood gordijn. De diagonale gordijnrand houdt de schuin geplaatste, massieve figuur in evenwicht. De zwarte ooglap die zijn gehavende linkeroog sinds de operatie verbergt, valt meteen op. Het werk vatte zijn existentiële angsten en de wanhoop die hem overviel. Zijn echtgenote Nel schreef hierover: “Verzonken in de beschouwing van zijn wezen waarover het drama langzaam afschuift, schilderde Rik zijn eindeloze wanhoop”.
De verf is dun uitgesmeerd op de witte ondergrond. Hij gebruikte in de periode dat dit zelfportret geschilderd werd steeds meer grijstonen; zijn vrolijke geel-roodcontrasten ruimden baan voor minder uitbundige kleurencombinaties. Wel springen de rode en roze nuances nog in het oog. De compositie straalt kracht uit, iets wat de kunstenaar bereikte door decoratieve elementen weg te laten en het geheel sterk te schematiseren. In tegenstelling tot de rest van het doek, stelde Wouters het hoofd in dit werk samen uit verschillende kleurvlakken. Hij gebruikte groen, bruin, rood, grijs en zwart. De levendige kleuren enerzijds contrasteren met zijn houding en leiden tot verschillende interpretaties van dit werk. In tegenstelling tot de impressionisten, die door middel van kleine toetsen licht en kleur pogen weer te geven, maar daardoor de vorm uit het oog verliezen, schilderde Wouters duidelijke vormen. Paul Cézanne ging hem daar in voor.
De Vlaamse Topstukkenraad oordeelde dat het werk van groot belang voor het collectieve geheugen is.

## Materiële aspecten

### Afmetingen
- 102 × 85 cm (Dagmaat)
- 120,5 × 105,5 × 9,5 cm, 21 kg (Inclusief lijst, backframe built-up)

### Provenance
In haar brief van 2 april 1927 bedankte Nel Wouters KMSKA-hoofdconservator Jozef Muls en bij uitbreiding iedereen die in de afgelopen elf jaar had bijgedragen aan de naamsbekendheid van haar overleden echtgenoot. Ze schreef: “…Croyez bien que je suis très heureuse de l’acceuil qu’on fait à Rik à Anvers.’ Het Zelfportret met de zwarte ooglap werd vijf jaar later, in 1932, door haar aan het KMSKA aangeboden. De toenmalige beheerraad ging toen niet in op het aanbod, gezien er reeds een groot deel van zijn oeuvre in de collectie aanwezig was. Het had namelijk in 1920 als eerste Belgische instelling een werk van de kunstenaar, Zotte geweld (Middelheimmuseum) gekocht op de Driejaarlijkse Tentoonstelling te Antwerpen. De daarop volgende jaren kocht het KMSKA ook De strijkster en De opvoeding. In het jaar van de brief bood Nel aan om Zelfportret met sigaar te verkopen. In 1930 verkocht ze aan het KMSKA drie schilderijen van haar man en schonk ze een vierde. Uiteindelijk groeide de Wouters-collectie in het KMSKA uit tot een van de meest representatieve verzamelingen van de kunstenaar. Dat was zeker zo na de grote schenking van dokter Ludo van Bogaert en zijn echtgenote Marie-Louise Sheid in 1989. Het was in zijn dokterskabinet dat Zelfportret met zwarte ooglap oorspronkelijk – nadat Nel het had verkocht – hing. De dokter en zijn echtgenote waren een van de meest enthousiaste verzamelaars van Wouters’ oeuvre. Anno 2018 bezit het museum meer dan honderd beelden, schilderijen, aquarellen en tekeningen van Wouters.

## Referentielijst
- Rinck, Patrick De (2010). 'Dit is België' in tachtig meesterwerken. Athenaeum-Pollak & Van Gennep, Amsterdam, pp. 206. ISBN 9789025368135.

1. 1 2  Nanny Schrijvers, in Zaal Z, JG 1, Nr. 1, 2012, p. 22-25.
2. 1 2  Wenke Mast, Highlights, Website K.M.S.K.A., 2011.
3. 1 2 3 4 5  Els Maréchal, in Het Museumboek. Hoogtepunten uit de verzameling, 2003, pag. 206.
4. ↑  In de woorden van Nel: "Hij zit, in zijn groenen pyjama, het hoofd kaal geschoren als van een ter dood veroordeelde, met een zwarten band over het oog. Verzonken in de beschouwing van zijn wezen waarover het drama langzaam schuift, schilderde Rik zijn eindeloze wanhoop"; "Lang bleef hij bezig met zijn tragisch verminkte gelaat, maar daarachter werd hij aangetrokken door den rooden achtergrond, waarvan de kleur hem bekoorde. Aandachtig schilderde hij die roode vlek, die als het ware de kleur van zijn bloed weergeeft; hij maakte ze rijk en schitterend alsof dit rood dit lamentabele masker moest doen herleven.”
5. 1 2  Dorine Cardyn-Oomen, in Moderne Meesters in het Koninklijk Museum, 1992, nr. 38.
6. ↑  Peter De Laet, in Vouwblad Educatieve Dienst Koninklijk Museum voor Schone Kunsten Antwerpen. Het zelfportret: spiegel van mens en kunst, p. 5-6.
7. 1 2  Topstukken, 2007.
8. ↑  ANTWERPEN, Prentenkabinet KMSKA, Brief Nel Wouters, 2 april 1927.
9. ↑  Bronnen spreken elkaar tegen. Els Maréchal zegt in Het Museumboek (2003) dat de schenking in 1989 werd overgemaakt, Nanny Schrijvers noemt 1974 in haar publicatie (2012) over de schenking. Zie Els Maréchal, in Het Museumboek. Hoogtepunten uit de verzameling, 2003, pag. 206. En Nanny Schrijvers, in Zaal Z, JG 1, Nr. 1, 2012, p. 22-25.